# Jean-Baptiste Dortignacq
Jean-Baptiste Dortignacq, né le 25 avril 1884 à Arudy (Basses-Pyrénées) et mort le 13 mai 1928 à Peyrehorade (Landes), est un coureur cycliste français.
Surnommé « la Gazelle »,  il termine 2e et 3e des Tours de France 1904 et 1905.
En club, il est entre autres licencié auprès de l'Union sportive dacquoise.

## Palmarès
- 1904
  - 5e et 6e étapes du Tour de France
  - 2e du Tour de France
- 1905
  - 6e, 10e et 11e étapes du Tour de France
  - 2e du Bol d'or
  - 3e du Tour de France
- 1906
  - 8e étape du Tour de France
- 1908
  - 6e étape du Tour de France
  - 2e du Bol d'or
- 1909
  - Bordeaux-Toulouse
- 1910
  - Tour de Romagne
  - 2e étape du Tour d'Italie (la première étape gagnée par un cycliste non italien)

## Résultats sur les grands tours

### Tour de France
6 participations
- 1903 : ne participe qu’à la 4e étape[note 1]
- 1904 : 2e du classement général et vainqueur des 5e et 6e étapes
- 1905 : 3e du classement général et vainqueur des 6e, 10e et 11e étapes
- 1906 : abandon (10e étape) et vainqueur de la 8e étape
- 1908 : abandon (8e étape) et vainqueur de la 6e étape
- 1910 : abandon (9e étape)

### Tour d'Italie
1 participation 
- 1910 : abandon, vainqueur de la 2e étape